# Misto di poesia
Misto di poesia è una raccolta di Fabio Concato, pubblicata nel 1991 dalla Philips. 
In maniera analoga alla raccolta A Dean Martin, uscita nel 1983, rappresenta una sorta di best of dei primi due album dell'artista, Storie di sempre e Svendita totale. 

## Tracce
Misto di poesia
A Dean Martin
3/4
Axen
Devi ridere
P... come
Pussy
Breve sogno
Il barbone
Camios